# Gottfried Berger
Gottfried Berger (21. April 1922 in Wien – 15. Februar 2012 in Sittendorf) war ein österreichischer Germanist, Buchhändler, Inhaber und langjähriger Geschäftsführer der Verlagsauslieferungen Mohr-ZG und Mohr Morawa.
Berger war langjähriger Funktionär des österreichischen Buchhandels. Er fungierte ab 1955 als Inhaber der Buchhandlung J. Berger, ab 1961 als Geschäftsführer des Mohr-Vertriebs, ab 1972 auch des Langenscheidt Verlages Wien, ab 1992 als geschäftsführender Gesellschafter von Mohr Morawa. Er war mit vielen Schriftstellern bekannt und befreundet. Heimito von Doderer widmete ihm die Erzählung Der Buchhändler. In der Causa Holzfällen von Thomas Bernhard war Berger der erste Adressat der Klagen des Komponisten Gerhard Lampersberg, weil seine Firma alle Publikationen des Suhrkamp-Verlags vertrieb.

## Leben und Werk
Die Buchhandlung J. Berger am Wiener Kohlmarkt befand sich ab 1931 teilweise, von 1936 bis 2012 vollständig im Besitz der Familie. Das Unternehmen wurde von seinem Vater, Josef Berger, bereits ab 1924 als Prokurist geführt und schließlich ab 1931 als Teilhaber übernommen. Gottfried Berger wurde am 1. Januar 1947 von seinem Vater als Prokurist eingesetzt. Nach dem überraschenden Tod des Vaters am 10. Juni 1947 trat der Sohn das Erbe nicht an, sondern überließ seiner Mutter, einer ausgewiesenen Antifaschistin, die Führung der Geschäfte. Gottfried Berger wurde 1955 Inhaber der Buchhandlung.
1960 gründete er gemeinsam mit Heimito von Doderer und Hans Weigel die Stunde der Begegnung, literarische Abende im Stockwerk über der Buchhandlung mit Lesungen nahezu aller bedeutenden Schriftsteller Österreichs. Bis 2001 fanden vierhundert Veranstaltungen statt. Der Kritiker Kurt Kahl bezeichnete Berger anlässlich seines fünfzigsten Geburtstages als „Buchhändler aus Überzeugung, mit Charakter“. Er belegte dies mit der Weigerung Bergers ein Solschenizyn-Buch auszuliefern, weil der Autor mit dessen Druck nicht einverstanden war. In den Stunden der Begegnung dominierten die großen alten Männer der deutschsprachigen Literatur der Nachkriegsjahre, neben Csokor, Doderer, Gütersloh und Weigel auch Carl Zuckmayer oder Johannes Mario Simmel, aber auch die Grande Dame des österreichischen Katholizismus, Gertrud Fussenegger, zu der Berger in unbrüchlicher Treue auch noch stand, nachdem in den 1990er Jahren ihre Hitleradorationen aus dem Anschlussjahr 1938 bekannt wurden. Berger vermochte aber auch die Brücke zur Gegenwart und zur 1968er-Generation zu schlagen. H.C. Artmann, Peter Handke, Carl Merz, Helmut Qualtinger, Gerald Szyszkowitz und Peter Turrini lasen ebenfalls in der Buchhandlung Berger.
Zu den bedeutenden Auslieferungen im Österreich der 1950er Jahre zählte das Haus Mohr-ZG, welches Verlage wie Brockhaus, C.H. Beck, Kiepenheuer & Witsch, Georg Thieme, Deutscher Taschenbuch Verlag und Suhrkamp in seinem Programm hatte. 1960 trat Gottfried Berger in das Unternehmen ein, wurde am 1. Januar 1961 Alleininhaber und erweiterte den Radius des Vertriebshauses beträchtlich. 1977 wurde auf EDV umgestellt, 1988 ein neues Betriebsgelände im Süden Wiens bezogen. Im Jahr 1992 erfolgte die Fusion mit der Firma Morawa, nach welcher Berger als geschäftsführender Gesellschafter des neuen Hauses fungierte.
1976 etablierte Gottfried Berger in den Räumen der Wiener Frauenbuchhandlung (WFB), die überwiegend Zeitschriften für die Dame, für Küche und Mode anbot, den ersten Wiener Taschenbuchladen. Das Geschäft wurde von Margit Stano geführt und hielt ständig 35.000 bis 40.000 Titel griffbereit auf Lager. Nach Stanos Pensionierung im Juni 2000 musste der Laden geschlossen werden. Die Buchhandlung Berger am Kohlmarkt wurde in den letzten Jahren ihres Bestehens von seiner Tochter Astrid geführt. Nach Gottfried Bergers Tod erschien der Familie die Weiterführung aufgrund der Geschäftsgröße von nur knapp 30 m² nicht mehr rentabel, zumal die Miete sukzessive „auf das Niveau der ortsüblichen Mietpreise angehoben“ wurde.

## Privates
Gottfried Berger war zweimal verheiratet. Die Hochzeit mit Dora geb. Wippel erfolgte am 5. September 1949 in der Pfarrkirche Heiligenblut in Osttirol. Mit seiner ersten Frau hatte er zwei Töchter, Dorothea und Astrid. Dora Berger verstarb 1958 nach langem Kampf an den Folgen einer Krebserkrankung. Am 8. April 1959 heiratete er erneut, diesmal in Maria am Gestade Leonora Essl geb. Popelar. Trauzeugen waren Georg Mautner Markhof und Ludwig Polsterer, enge Freunde Bergers. Das Paar hatte eine gemeinsame Tochter, Verena, geboren 1961.
Der Buchhändler war ein begeisterter Bergsteiger, scheiterte jedoch im Alter von knapp sechzig Jahren an seinem Lebenstraum, einem Achttausender. Er war auch Weltreisender, der seine Besuche auf allen Kontinenten fotografisch dokumentierte und in Lichtbild-Vorträgen öffentlich weitergab.

## Publikationen
Buchpublikationen
- Die letzte Woche. Ein Bericht von sieben Tagen an der Front, die ein fast fünfmonatiges Ringen im Osten abschlossen. Wien: J & V / Edition Wien / Dachs Verlag 1995, 55 Seiten
- Amerika im XIX. Jahrhundert. Die Vereinigten Staaten im Spiegel zeitgenössischer deutschsprachiger Reiseliteratur. Wien: Molden 1999. ISBN 3-85485-039-5, 239 Seiten
- Amerika im XIX. Jahrhundert. Rezensionen – Besprechungen – Reflexionen. Wien 2000, 80 Seiten

Weitere Veröffentlichungen
- Die letzte Woche, autobiographischer Bericht, 1945
- Der Buchhändler als Kulturträger. In: Der Jungbuchhändler, Jg. 3, Nr. 6, Juni 1954
- Alles läuft über die PSK. Die Schulbuchaktion in Österreich – ein Phänomen ohne Beispiel. In: Börsenblatt, 19. März 1979, 91–93

## Auszeichnungen
- 1944: Eisernes Kreuz II. Klasse
- 1971: Verdienstmedaille des Hauptverbandes des österreichischen Buchhandels
- 1973: Verleihung des Titels Kommerzialrat
- 1979: Goldenes Ehrenzeichen für Verdienste um die Republik Österreich
- 1987: Ehrenmitglied des Hauptverbandes des österreichischen Buchhandels
- 1992: Silbernes Ehrenzeichen für Verdienste um das Land Wien
- 1997: Österreichisches Ehrenkreuz für Wissenschaft und Kunst I. Klasse
- 1998: Ehrenmitglied der Sektion Reichenstein des Österreichischen Alpenvereins